# Pirano
Pirano o Pirano d'Istria (in sloveno Piran [piˈɾáːn], in veneto Piran [piˈɾaŋ]) è un comune della Slovenia di 17 882 abitanti appartenente alla regione del Litorale-Carso. Si affaccia sulla costa adriatica. 
Contraddistinta dal suo aspetto tipicamente veneziano, Pirano è il centro amministrativo dell'area circostante nonché uno dei principali centri turistici della Slovenia.

## Geografia fisica

### Territorio
Pirano è situata lungo le coste nord-occidentali della penisola istriana, a breve distanza dal confine tra la Slovenia e la Croazia. La cittadina si sviluppa lungo il vertice di una piccola penisola, Punta Madonna, protesa pittorescamente sul mare Adriatico. Al livello marittimo, Pirano si trova nella parte sud-est del Golfo di Trieste, già parte del Golfo di Venezia.
Pirano confina a sud, lungo l'omonimo Vallone ("baia") e il fiume Dragogna, con la Croazia, a nord (nel mare) con l'Italia e a est con i comuni di Isola d'Istria e Capodistria. La massima elevazione è a 289 m s.l.m., costituita dal monte Mogoron (Baretovec pri Padni).

### Clima
| Pirano              | Mesi | Mesi | Mesi | Mesi | Mesi | Mesi | Mesi | Mesi | Mesi | Mesi | Mesi | Mesi | Stagioni | Stagioni | Stagioni | Stagioni | Anno  |
| Pirano              | Gen  | Feb  | Mar  | Apr  | Mag  | Giu  | Lug  | Ago  | Set  | Ott  | Nov  | Dic  | Inv      | Pri      | Est      | Aut      | Anno  |
| ------------------- | ---- | ---- | ---- | ---- | ---- | ---- | ---- | ---- | ---- | ---- | ---- | ---- | -------- | -------- | -------- | -------- | ----- |
| T. max. media (°C)  | 7,6  | 9,2  | 12,5 | 16,3 | 21,0 | 24,5 | 27,3 | 27,0 | 23,2 | 18,7 | 12,9 | 9,0  | 8,6      | 16,6     | 26,3     | 18,3     | 17,4  |
| T. min. media (°C)  | 3    | 3,5  | 5,8  | 8,9  | 13,2 | 16,8 | 19,3 | 19,0 | 15,9 | 12,0 | 7,2  | 4,1  | 3,5      | 9,3      | 18,4     | 11,7     | 10,7  |
| Precipitazioni (mm) | 75   | 71   | 72   | 92   | 83   | 93   | 69   | 95   | 110  | 96   | 116  | 85   | 231      | 247      | 257      | 322      | 1 057 |

## Storia

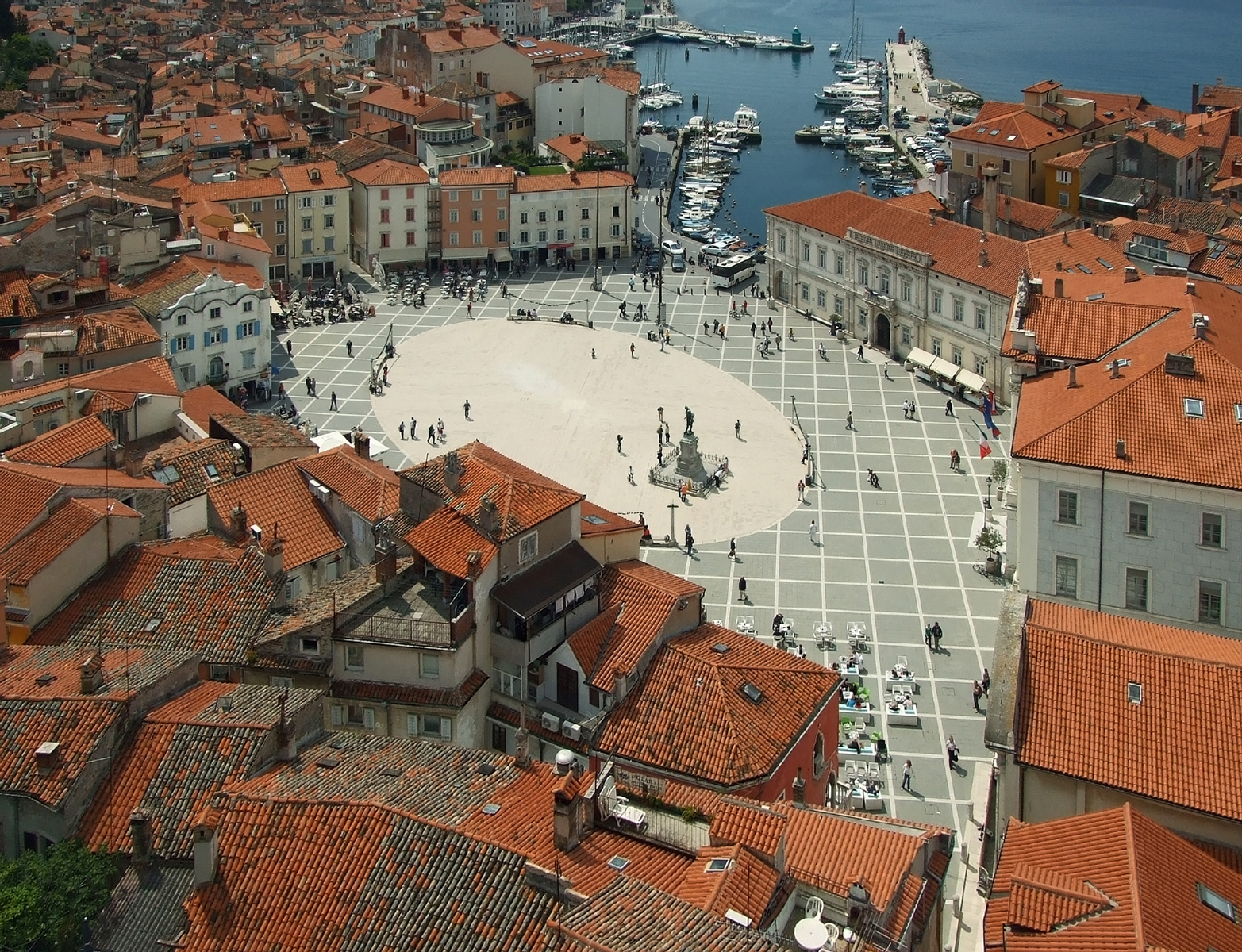
Piazza Tartini, la piazza più importante del paese

La località di Pirano viene citata per la prima volta dall'Anonimo Ravennate nel VII secolo, col nome di Piranòn (Πιρανὸν). Non sono note informazioni sulla nascita e lo sviluppo dell'insediamento originario, anche se si può supporre sia stata fondata nel periodo finale dell'Impero Romano con l'arrivo di popolazioni che sfuggivano alle invasioni barbariche. Secondo la tradizione, Pirano sarebbe infatti sorta, come Venezia, come insediamento per profughi aquileiesi fuggiaschi di fronte agli Unni. Stando alle descrizioni di Teopompo e Floro, l'area di Pirano sarebbe stata conosciuta dai Greci fin dal IV secolo a.C., e sarebbe poi stata incorporata allo stato romano insieme al resto dell'Istria nel II secolo a.C.. Alla caduta dell'Impero d'Occidente sarebbe nato un primo nucleo abitato che, per la sua favorevole posizione, passò indenne dai sommovimenti della fine del V secolo e di quello successivo. L'Istria entrò a far parte del Regno ostrogoto e poi all'Esarcato d'Italia, a seguito della riconquista dell'Italia da parte dell'Impero romano d'Oriente. Successivamente l'Istria venne annessa al Regno longobardo sotto re Astolfo. Quando nel 774 Carlo Magno divenne re dei Longobardi, dopo aver sconfitto re Desiderio, l'Istria restò autonoma fino a che non venne conquistata nel 788 da Pipino, figlio di Carlo. Durante l'età carolingia la marca d'Istria, inclusa Pirano, fu parte del Regnum Italiae, restando a lungo nell'orbita della marca di Verona. Insieme a quest'ultima venne assegnata al duca di Baviera Enrico da suo fratello Ottone I di Sassonia, che voleva garantirsi libero accesso alla penisola italiana nel caso volesse intervenire contro Berengario II d'Italia. Nel 978 l'imperatore Ottone II assegnò al duca di Carinzia Ottone la marca di Verona, dalla quale la marca d'Istria venne scorporata e assegnata al margravio di Carniola Poppo I nel 1040, per volontà dell'imperatore Enrico III.
Sul finire dell'età bizantina iniziarono a emigrare nelle campagne istriane i primi nuclei di slavi, che dovettero consolidarsi sul territorio durante la dominazione carolingia (iniziata nel 788) tanto da indurre un dignitario locale, che partecipava al Placito del Risano come rappresentante di un "castello", a protestare per l'insediamento di genti slave in varie zone dell'entroterra istriano.

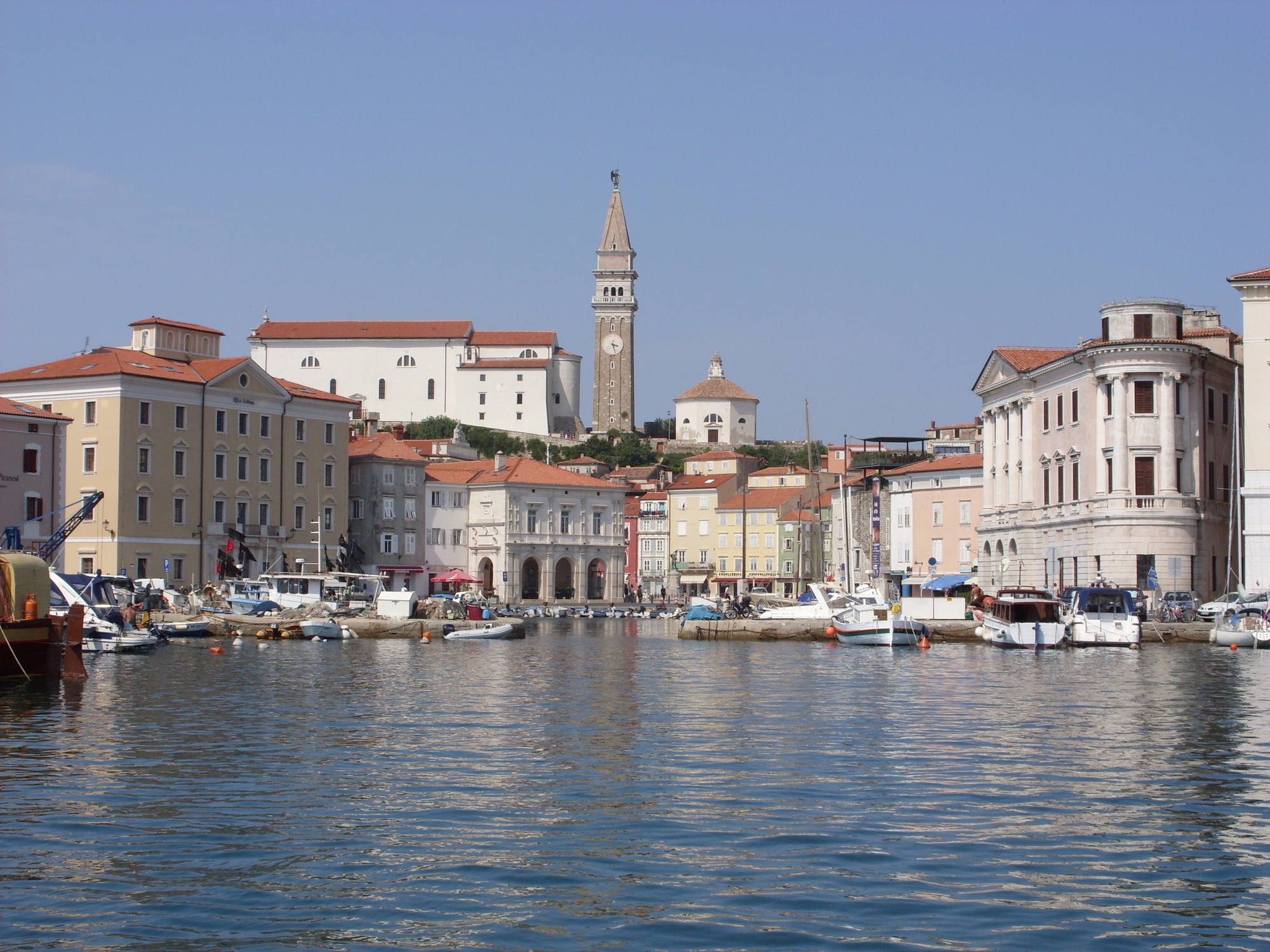
Marina di Pirano, dominata dalla Chiesa di San Giorgio

Il XII e il XIII secolo, dopo altri periodi di turbolenza, dal graduale avvicinamento della cittadina alla Repubblica di Venezia, allora in piena ascesa economica e demografica, prima sotto forma di rapporti commerciali e diplomatici, poi mediante una vera e propria unione politica, suggellata in modo definitivo nel 1283. Ebbe così inizio il lungo sodalizio fra Pirano e la Serenissima, che ebbe termine solo con la caduta di quest'ultima nel 1797.
Circondata da possenti muraglie, Pirano resistette a vari assalti pirateschi o di nemici di Venezia, respingendo due assedi genovesi nel 1354 e nel 1379.
Dotata di un proprio statuto fin dal 1270, Pirano si resse anche nel periodo veneziano in maniera semi-autonoma: a capo del territorio era preposto un delegato veneziano, che abbinava le funzioni giurisdizionali a quelle di governo vero e proprio; a suo fianco, un consiglio dei nobili locali ne condivideva ed indirizzava le scelte.
Una serie di epidemie che colpirono Pirano in questi secoli: l'ultima fu la grande pestilenza che nel 1558 ridusse di due terzi i suoi abitanti.
L'economia piranese fu legata ai commerci e alle vicine saline di Fasano, Strugnano e Sicciole, anche se i rapporti con le vicine località di Castelvenere, Buie e Capodistria rimasero sempre turbolenti per motivi di confine o di diritti di sfruttamento dei vari territori.

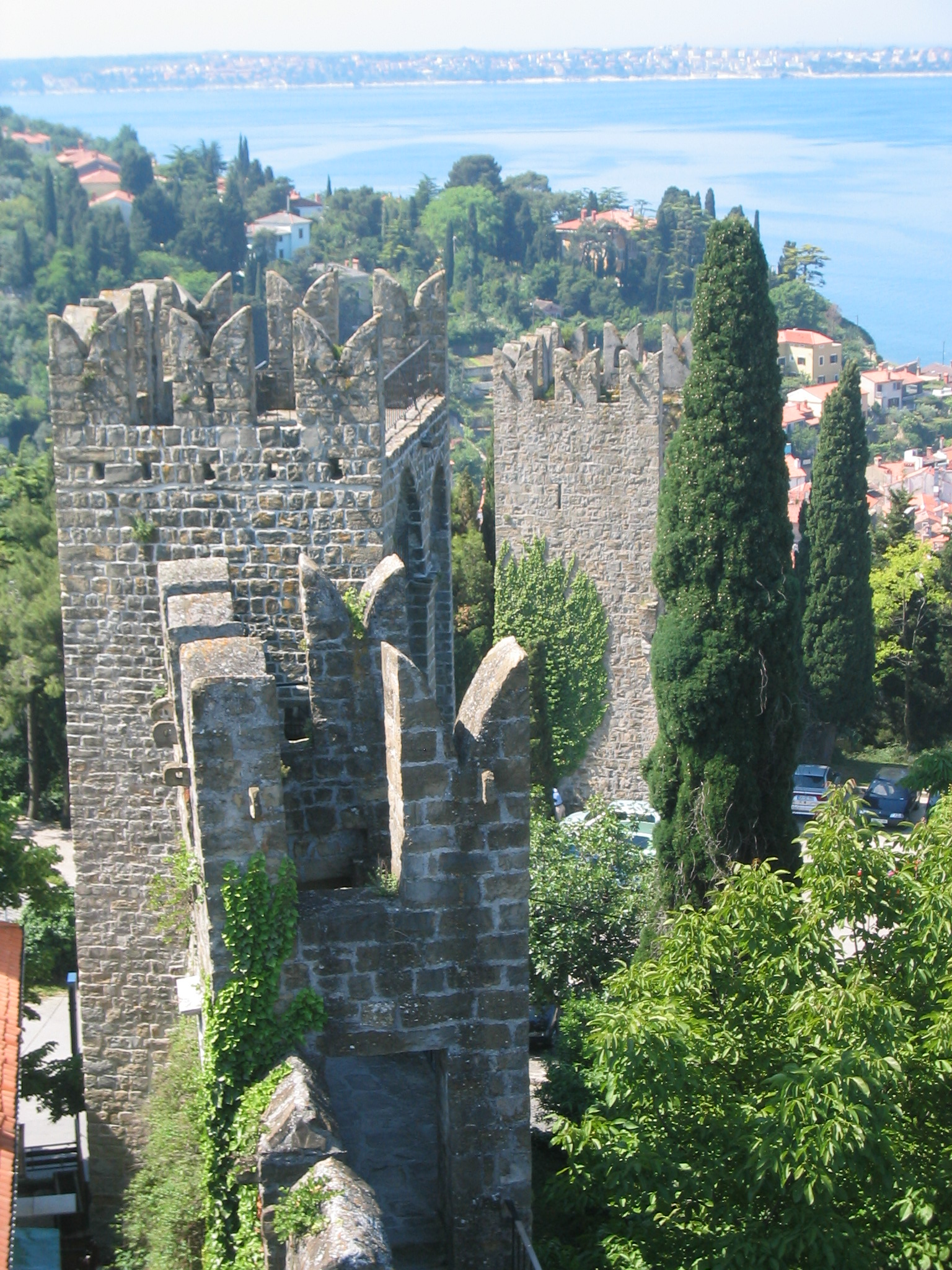
Mura di Pirano

Allorché Trieste divenne il porto principale dei domini degli Asburgo, il declino di Venezia segnò anche il regresso dell'industria salinaria e per Pirano iniziò una lenta parabola discendente, finché - dopo la caduta della Serenissima nel 1797 - passò all'Austria, salvo una breve parentesi napoleonica, durante la quale fu sottomessa al distretto di Capodistria.

Nei primi decenni dell'Ottocento l'attività salinaria riprese l'antico vigore: Pirano divenne un porto succedaneo di Trieste e fu in quel periodo che - verso Portorose - sorse il cantiere navale cittadino. Città abitata in maniera quasi esclusiva da italiani, Pirano partecipò alle lotte fra italiani e slavi (sloveni e croati) per l'esercizio del potere nella penisola istriana, insorgendo nel 1894 contro l'imposizione di tabelle bilingui (italiano - slovene) da parte del governo austriaco.
Nella seconda metà del XIX secolo, Pirano risentì positivamente dei flussi turistici, che fecero della vicina Portorose uno dei luoghi di maggior richiamo dell'intero Impero Austroungarico.
Evacuata in parte durante la Grande Guerra, Pirano venne in seguito assegnata all'Italia. Il periodo italiano non fu caratterizzato da particolari eventi.
Alla fine della seconda guerra mondiale, dopo l'occupazione tedesca, Pirano venne inserita nella zona B del Territorio Libero di Trieste, soggetto all'amministrazione militare jugoslava. A seguito del Memorandum di Londra del 1954, la quasi totalità della popolazione autoctona di Pirano fu costretta a esodare e fu sostituita da popolazioni jugoslave dell'interno, in maggioranza slovene ma anche croate e bosniache.
L'esodo causò una vera e propria cesura nella storia piranese: i pochi italiani rimasti coltivarono le antiche memorie cittadine, ma il volto della città venne completamente stravolto: la lingua, le antiche credenze popolari, le feste religiose, le tradizioni artistico/artigianali sparirono quasi completamente. Solo in anni recenti, dopo l'indipendenza slovena, si è sviluppato timidamente un tentativo di recupero delle antiche radici, per lo meno sotto il profilo della conoscenza storica e diffusione.

## Monumenti e luoghi d'interesse

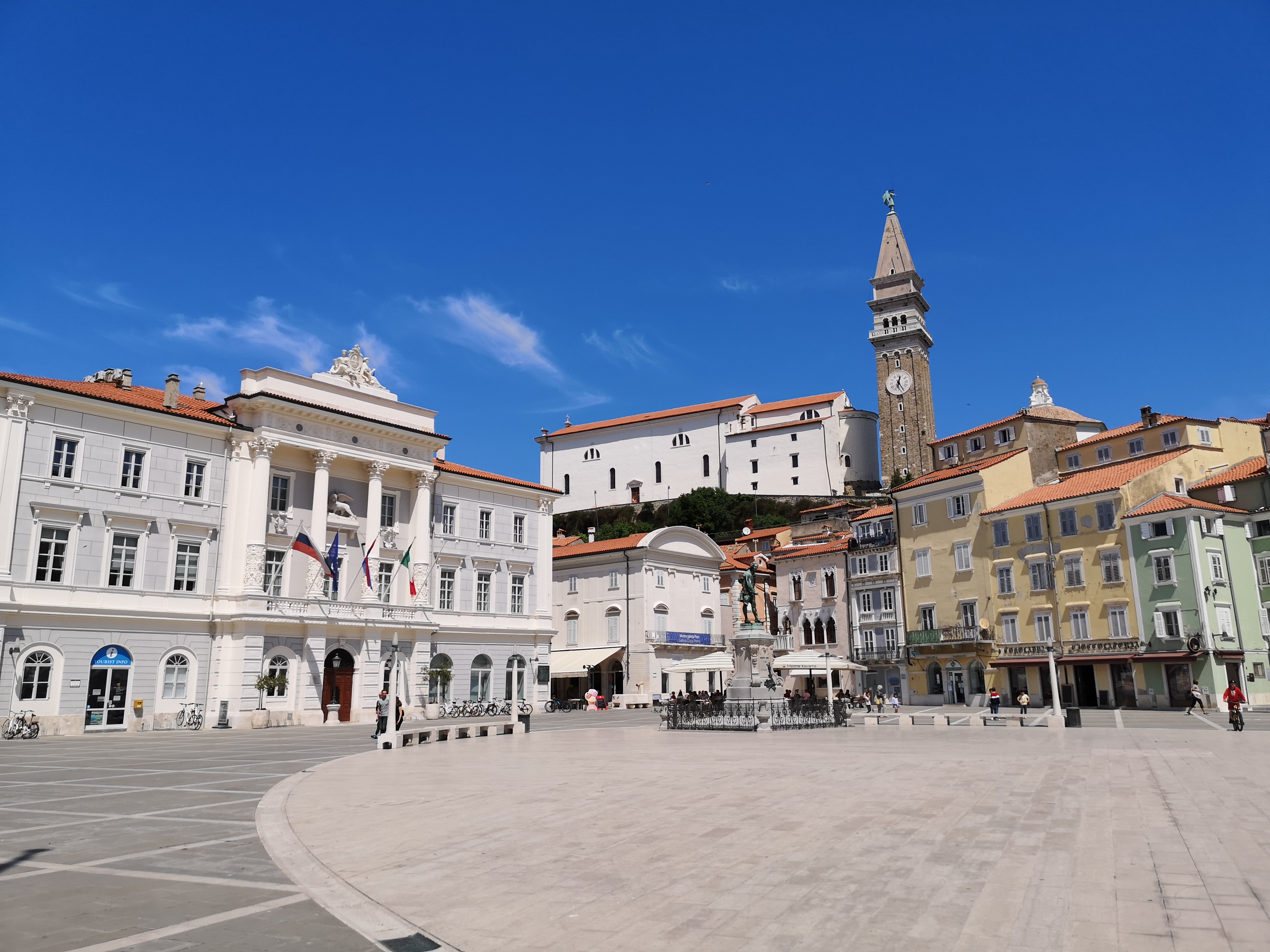
Scorcio di piazza Tartini con il Palazzo Municipale sulla sinistra e la chiesa di San Giorgio sullo sfondo.

### Architetture civili
- Palazzo Municipale, affacciato sulla centrale piazza Giuseppe Tartini, fu ricostruito in stile neoclassico su un preesistente edificio sul finire del XIX secolo.
- Palazzo Pretorio.
- Palazzo Gabrielli.
- Casa Tartini, sede della locale comunità italiana.
- Palazzo Apollonio.
- Porta Marciana.

### Architetture religiose
- Chiesa di San Giorgio, è situata in posizione scenografica sul tessuto urbano piranese e fu ricostruita nelle forme attuali nella prima metà del XVII secolo. Il campanile, copia ridotta di quello di San Marco a Venezia, è sormontato da una statua dell'Arcangelo Michele.
- Chiesa della Madonna della Salute, costruita nel 1274, fu più volte restaurata.
- Chiesa di Santo Stefano, un tempo sede della Confraternita della Buona Morte.
- Chiesa della Beata Vergine della Consolazione, costruita nel 1439 ma rifatta in stile barocco nel XVIII secolo.
- Oratorio della Madonna della Neve, costruito nel 1404 e ampliato nel XVIII secolo.
- Chiesa di San Pietro, costruita nel XIII secolo ma rifatta nel 1818.
- Chiesa di San Donato, barocca, ora sconsacrata.
- Chiesa di San Francesco, forma parte di un complesso monastico costruito nella prima metà del XIV secolo e più volte modificato.
- Chiesa di San Rocco, costruita probabilmente nella prima metà del XVII secolo secondo i tipici canoni dell'architettura veneziana.

## Società

### La presenza autoctona di italiani

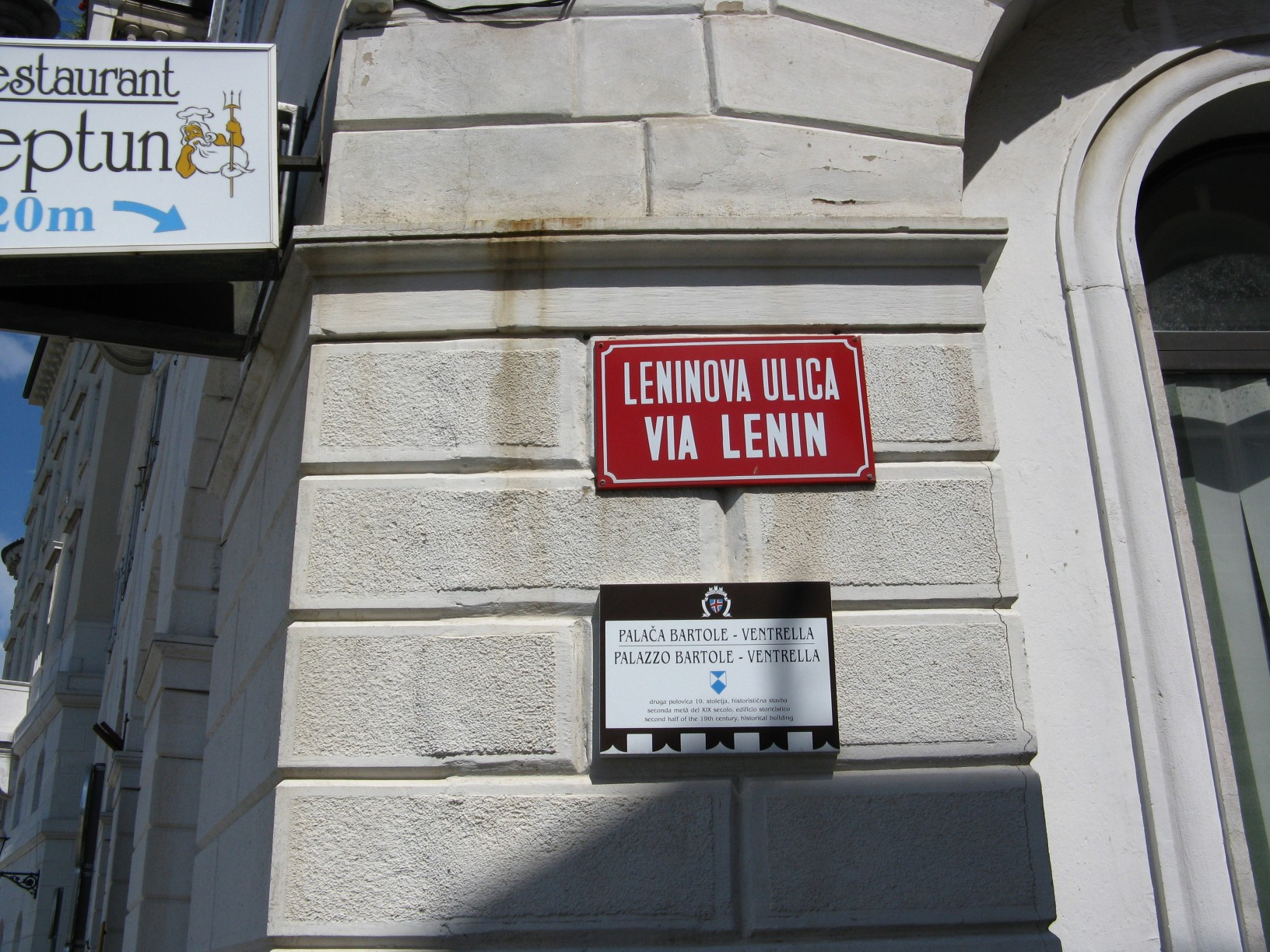
Segnaletica italo-slovena

È presente una comunità di italiani autoctoni che rappresentano una minoranza residuale di quelle popolazioni italofone che abitarono per secoli ed in gran numero, la penisola dell'Istria e le coste e le isole del Quarnaro e della Dalmazia, territori che furono della Repubblica di Venezia. La presenza degli italiani a Pirano è drasticamente diminuita in seguito all'esodo giuliano dalmata, che avvenne dopo la seconda guerra mondiale.
La minoranza italiana è composta da circa 700 persone, pari a poco più del 4% della popolazione complessiva (le persone di madrelingua italiana sono invece 1174, il 7% del totale dei residenti). Tuttavia è opportuno segnalare che alla voce "lingua d'uso" all'interno del censimento sloveno del 2002, 1 871 piranesi (11% popolazione) hanno dichiarato di utilizzare la lingua italiana quale lingua di comunicazione. Nella cittadina trova sede la Comunità degli Italiani di Pirano "Giuseppe Tartini" che aderisce all'Unione Italiana.

### Lingue e dialetti
| %      | Ripartizione linguistica (gruppi principali) |
| ------ | -------------------------------------------- |
| 8,37%  | madrelingua croata                           |
| 7,00%  | madrelingua italiana                         |
| 2,99%  | madrelingua serbo-croata                     |
| 66,70% | madrelingua slovena                          |

Il comune è bilingue, sia lo sloveno che l'italiano sono lingue ufficiali. L'italiano è ufficiale a Pirano e negli insediamenti di Dragogna/Dragonja, Lucia/Lucija, Parezzago/Parecag, Portorose/Portorož, Sezza/Seča, Sicciole/Sečovlje e Strugnano/Strunjan..

### Tradizioni e folclore
La festa religiosa, cancellata dallo stato socialista e da poco tempo recuperata, si celebra il 23 aprile per san Giorgio, patrono del paese, in occasione della ricorrenza che racconta come il santo abbia salvato il paese da un'onda anomala. Fino agli anni '40 del XX secolo si svolgeva una processione, "infiorando" le strade e stendendo dei drappi bianchi da casa a casa, chiamati "cieli" (a mo' di cielo).

## Cultura

### Istruzione

#### Musei
- Galleria Civica
- Museo del Mare
- Museo delle Attività Subacquee
- Aquario di Pirano

### Teatri
- Teatro Tartini

## Geografia antropica

### Urbanistica
La località di Pirano si snoda su un'area di 1 km². Altri popolosi centri abitati sono i sobborghi di Portorose e Santa Lucia (o Lucia) accresciuti in epoca più moderna.

### Suddivisioni storiche
L'abitato si divide in due storici rioni: Punta e Marciana (o Marzana) divisi dall'insenatura del porto e dallo spazio che fu dell'antico mandracchio; li circondano numerose contrade e piccole frazioni.

### Località

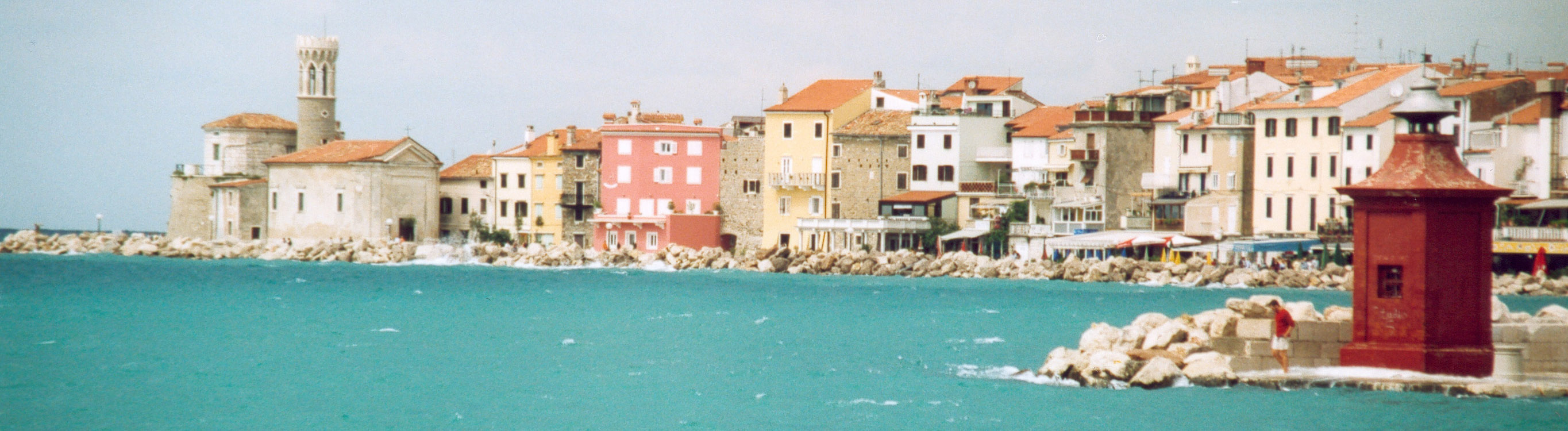
Pirano, veduta della costa

Il comune di Pirano è diviso in 15 insediamenti (naselja) con i seguenti abitanti:
- Busin (Bužini)[9]
- Dragogna (Dragonja): 296
- Lucia (Lucija): 5.792
- Mulini (Mlini)
- Villanova (Nova vas): 193
- Padena (Padna): 156
- Parezzago (Parecag): 910
- Pirano (Piran), sede comunale: 5.267
- Portorose (Portorož): 2.849
- Sezza (Seča): 942
- Sicciole (Sečovlje): 584
- Strugnano (Strunjan): 564
- San Pietro dell'Amata (Sveti Peter): 329
- Scudelin (Škodelin)[9]
- Scrile (Škrile)[9]

## Infrastrutture e trasporti
Nella frazione comunale di Portorose si trovano l'omonimo aeroporto e un porto turistico.

## Amministrazione

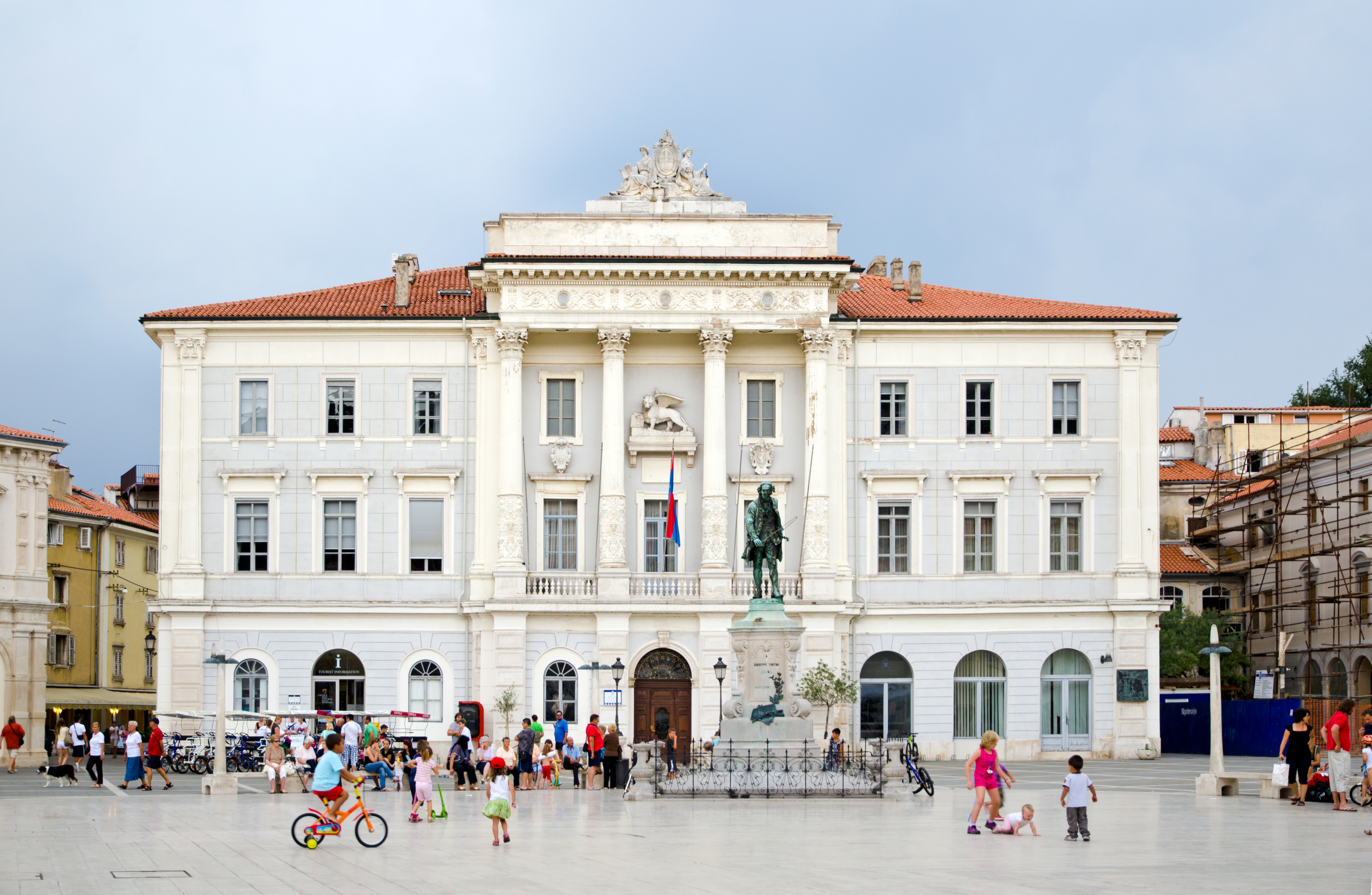
Municipio di Pirano

La festa del comune cade il 15 ottobre e celebra la fondazione del primo "distaccamento navale Capodistria" nel 1944.
Nell'ottobre 2010, una lista socialdemocratica guidata da Peter Bossman, un medico sloveno di origine ghanese, ha vinto le elezioni per il rinnovo dell'amministrazione comunale, facendo di Bossman il primo sindaco di colore eletto in un paese dell'Europa dell'Est.

### Gemellaggi
- Lissa (città), dal 1973[11]
- Aquileia, dal 1977[11]
- Ocrida, dal 1981[11]
- Bjugn, dal 1985[11]
- Castel Goffredo, dal 1993[11][12]
- Indianapolis, dal 2001[11]
- La Valletta, dal 2002[11]
- Acqualagna, dal 2003[11]
- Mangalia, dal 2012[11]
- Porano, dal 2012[11]